# Українці Індонезії
Українці Індонезії (індонезійська: Ukraina di Indonesia) — особи української національності, що проживають на території Індонезії. У місті Джакарта діє Посольство України в Індонезії. 

## Історія
Українці переважно мешкають у місті Джакарта, столиці Індонезії та на острові Балі (місто Денпасар та інші міста острову).